# خيتي (أمين الخزانة)

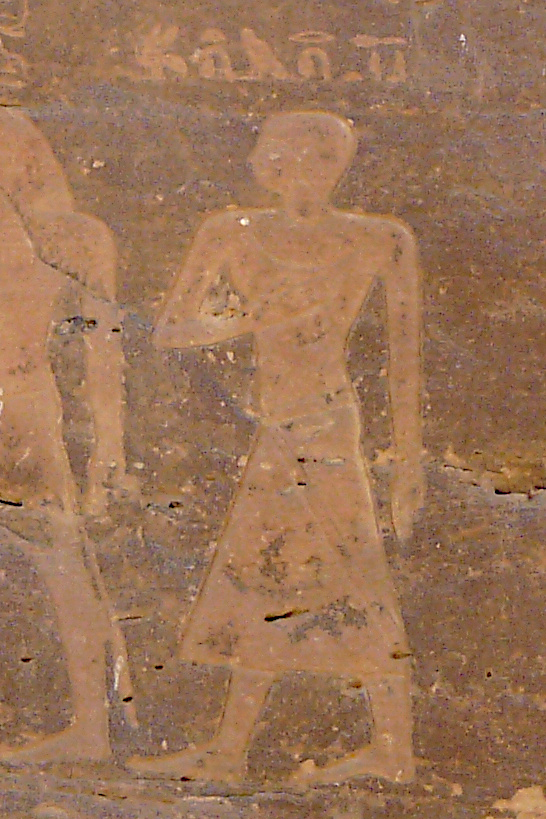
خيتي في شط الريجال

خيتي كان أمين الخزانة في مصر القديمة تحت إمرة منتوحتب الثاني مؤسس الأسرة الحادية عشر. يظهر ختي في العديد من المصادر التاريخية، كما كان من أكثر الشخصيات المؤثرة في البلاط الملكي للملك. وقد تم تصويره في نقشين صخريين في شط الريجال واقفاً أمام الملك، و بمناسبة إرتداء الملك رداء عيد سد. و لذلك يمكن إفتراض أنه شارك في ترتيب هذا المهرجان المخصص للملك. كما يظهر اسمه ولقبه في المعبد الجنائزي للملك في الدير البحري، وكان لديه مقبرة بالقرب من المعبد الملك الجنائزي. و لقد تم العثور على هذه المقبرة ( TT311 ) و هي مدمرة بشكل كبير ولكن لا يزال هناك العديد من بقايا النقوش التي تبين أنها كانت مزخرفة يوماً ما. أما غرفة الدفن فقد تم الحفاظ عليها بشكل أفضل كما كانت مزخرفة أيضًا. و خلفه ممن بعده مكت-رع على هذا المنصب.